# Férfi kettesbob az 1980. évi téli olimpiai játékokon
Az 1980. évi téli olimpiai játékokon a bob férfi kettes versenyszámát február 15-én és 16-án rendezték. Az aranyérmet a svájci Erich Schärer–Sepp Benz-páros nyerte. A versenyszámban nem vett részt magyar páros.

## Eredmények
A verseny négy futamból állt. A négy futam időeredményének összessége határozta meg a végső sorrendet. Az időeredmények másodpercben értendők. A futamok legjobb időeredményei vastagbetűvel olvashatóak.
| Helyezés | Csapat                                                        | 1.      | 2.      | 3.      | 4.      | Össz.   |
| -------- | ------------------------------------------------------------- | ------- | ------- | ------- | ------- | ------- |
| Arany    | Svájc (SUI)-2 · Erich Schärer · Sepp Benz                     | 1:01,87 | 1:02,76 | 1:02,29 | 1:02,44 | 4:09,36 |
| Ezüst    | NDK (GDR)-2 · Bernhard Germeshausen · Hans-Jürgen Gerhardt    | 1:02,58 | 1:02,48 | 1:03,31 | 1:02,56 | 4:10,93 |
| Bronz    | NDK (GDR)-1 · Meinhard Nehmer · Bogdan Musiol                 | 1:02,39 | 1:02,88 | 1:02,86 | 1:02,95 | 4:11,08 |
| 4.       | Svájc (SUI)-1 · Hans Hiltebrand · Walter Rahm                 | 1:02,37 | 1:02,96 | 1:03,35 | 1:02,64 | 4:11,32 |
| 5.       | Egyesült Államok (USA)-2 · Howard Siler · Dick Nalley         | 1:03,04 | 1:03,04 | 1:02,65 | 1:03,00 | 4:11,73 |
| 6.       | Egyesült Államok (USA)-1 · Brent Rushlaw · Joe Tyler          | 1:02,90 | 1:02,81 | 1:02,99 | 1:03,42 | 4:12,12 |
| 7.       | Ausztria (AUT)-2 · Fritz Sperling · Kurt Oberhöller           | 1:03,58 | 1:03,64 | 1:03,13 | 1:03,23 | 4:13,58 |
| 8.       | NSZK (FRG)-1 · Peter Hell · Heinz Busche                      | 1:03,87 | 1:03,63 | 1:02,91 | 1:03,33 | 4:13,74 |
| 9.       | Ausztria (AUT)-1 · Franz Paulweber · Gerd Zaunschirm          | 1:03,52 | 1:03,67 | 1:03,01 | 1:03,70 | 4:13,90 |
| 10.      | Nagy-Britannia (GBR)-1 · Jonnie Woodall · John Howell         | 1:04,12 | 1:04,12 | 1:03,65 | 1:04,03 | 4:15,92 |
| 11.      | Románia (ROU)-1 · Dragoş Panaitescu-Rapan · Gheorghe Lixandru | 1:03,99 | 1:04,30 | 1:03,75 | 1:04,00 | 4:16,04 |
| 12.      | NSZK (FRG)-2 · Georg Großmann · Alexander Wernsdorfer         | 1:03,50 | 1:04,93 | 1:03,85 | 1:03,85 | 4:16,13 |
| 13.      | Kanada (CAN)-1 · Joey Kilburn · Robert Wilson                 | 1:04,07 | 1:04,27 | 1:03,96 | 1:03,91 | 4:16,21 |
| 14.      | Olaszország (ITA)-1 · Andrea Jory · Edmund Laziner            | 1:03,73 | 1:04,19 | 1:03,97 | 1:04,45 | 4:16,34 |
| 15.      | Svédország (SWE) · Carl-Erik Eriksson · Kenth Rönn            | 1:03,56 | 1:04,49 | 1:03,22 | 1:05,65 | 4:16,92 |
| 16.      | Olaszország (ITA)-2 · Giuseppe Soravia · Georg Werth          | 1:04,75 | 1:04,81 | 1:04,30 | 1:04,31 | 4:18,17 |
| 17.      | Nagy-Britannia (GBR)-2 · Roger Potter · Michael Pugh          | 1:04,93 | 1:04,77 | 1:04,40 | 1:04,47 | 4:18,57 |
| 18.      | Románia (ROU)-2 · Constantin Iancu · Constantin Obreja        | 1:04,58 | 1:04,52 | 1:04,76 | 1:04,77 | 4:18,63 |
| 19.      | Japán (JPN) · Kadovaki Josimicu · Funajama Júdzsi             | 1:04,62 | 1:04,92 | 1:04,82 | 1:04,30 | 4:18,66 |
| 20.      | Kanada (CAN)-2 · Brian Vachon · Serge Cantin                  | 1:04,66 | 1:04,67 | 1:04,38 | 1:05,05 | 4:18,76 |